# Joseph de Gelcen
Joseph de Gelcen (Prada de Conflent, 12 de setembre del 1826 - Prada, 21 de juliol del 1899) va ser un polític i parlamentari nord-català.

## Biografia
De Gelcen era membre d'una família  originària de Prada ennoblida per Lluís XIV el 1655 i exercia d'advocat davant del tribunal de primera instància de Prada quan fou elegit conseller general en representació del cantó de Vinçà els anys 1870 i 1871. Entre els anys 1874 i 1876 també ocupà l'alcaldia de la capital del Conflent com ja ho havia fet  el seu pare cinquanta anys abans.
Va ser diverses vegades candidat pels Pirineus Orientals en representació dels conservadors monàrquics, a l'Assemblea Nacional francesa (elecció 8 de febrer del 1871) i posteriorment a la Cambra dels diputats (20 de febrer del 1876). En aquestes darreres eleccions, es presentà a la circumscripció de Prada i hi obtingué 5.051 vots per 5.056 del guanyador, Frederic Escanyé. De resultes de la crisi del 16 de maig del 1877, el president de la República, el mariscal Mac Mahon, acabà dissolent la Cambra dels diputats el 25 de juny. Per a les noves eleccions legislatives (14 i 28 d'octubre del 1877), de Gelcen fou candidat oficial del govern de Mac Mahon per Prada, i obtingué la victòria per 5.381 vots (sobre 10.744 votants de 13.532 inscrits). La victòria fou recusada per la Cambra i, un cop caigut el poder de Mac Mahon (el 24 de novembre, la Cambra legislativa havia aprovat no reconèixer el govern), Joseph de Gelcen hagué de respondre a acusacions de pressions electorals. S'imputà que la supressió de 18 consells municipals i la tramesa d'un escrit del sotsprefecte als alcaldes manant de tancar els cafès que consideressin oportú (els cafès republicans, se sobreentenia) havien viciat greument el procés electoral a la circumscripció i la majoria republicana de la cambra votà la invalidació del parlamentari. El gener següent, de Gelcen va ser reemplaçat per Frederic Escanyé. i tornà a Prada, on reprengué la feina d'advocat. El 1868 era soci de la Societat Agrícola, Científica i Literària dels Pirineus Orientals.
A Prada hi ha una cèntrica plaça dedicada a Joseph de Gelcen.